# Ruellia matudae
Ruellia matudae är en akantusväxtart som beskrevs av Emery Clarence Leonard. Ruellia matudae ingår i släktet Ruellia och familjen akantusväxter. Inga underarter finns listade i Catalogue of Life.